# 別勉強
《別勉強》（英語：Don't Force It）是香港歌手鄧紫棋的一首歌曲，並且邀請台灣男歌手周興哲合唱，收錄於她的第七張專輯《摩天動物園》。

## 創作背景
《別勉強》代表動物是刺蝟，以「刺蝟的擁抱」來比喻一段關係中的狀態，兩人聲線交疊，完美詮釋愛情中的心碎。

## 音樂影片
音樂影片預告片於2020年6月27日發佈。音樂影片在2020年6月28日於YouTube首播，MV概念從如同「刺蝟的擁抱」的戀人關係出發，兩人即使愛對方，但還是受到傷害，鄧紫棋的手上包裹著沾染血色的紗布，周興哲的手臂上黏著尖銳的刺，為此他大方秀出精壯的二頭肌，配合歌曲意境的特殊化妝相當吸睛，更大展演技詮釋拔刺的錐心之痛。

## 製作名單
名單來源：歌曲《別勉強》MV 
- 鄧紫棋 – 人聲、詞曲創作、製作人、編曲、鋼琴、音頻工程
- T-Ma 馬敬恆 – 製作人、編曲、鋼琴、吉他、低音吉他、電腦編程、弦樂編曲、錄音、音頻工程
- 靳海音弦樂團 – 弦樂
- Richard Furch – 混音
- Domenic Tenaglia – 混音協力
- Randy Merrill - 母帶

## 榜單表現
| 榜單                  | 最高 排名 |
| --------------------- | --------- |
| 香港KKBOX華語新歌日榜 | 2         |
| 香港KKBOX華語單曲日榜 | 3         |
| 臺灣KKBOX華語新歌日榜 | 2         |
| 臺灣KKBOX華語單曲日榜 | 3         |

| 榜單                   | 最高 排名 |
| ---------------------- | --------- |
| 香港RTHK中文歌曲龍虎榜 | 13        |
| 香港新城勁爆流行榜     | 4         |
| 香港KKBOX華語新歌週榜  | 2         |
| 香港KKBOX華語單曲週榜  | 4         |
| 臺灣KKBOX華語新歌週榜  | 4         |
| 臺灣KKBOX華語單曲週榜  | 4         |